# 郭园镇
郭园镇是中华人民共和国江苏省南通市如皋市一个已撤销的镇。
2013年3月18日，江苏省人民政府批复同意撤销郭园镇，将其所辖行政区域划归长江镇。